# Романенко Петро Логвинович
Романенко Петро Логвинович (11 вересня 1905, с. Хустянка, нині Буринського району Сумської області — 22 серпня 1985, м. Москва) — генерал-лейтенант. Герой Радянського Союзу (1944).

## Біографія
У 1913 році разом з батьками переїхав до с. Благодатне Ставропольського краю. Після закінчення середньої школи перебував на комсомольській роботі у Петровському районі. Призваний 1927до армії. Закінчив в 1929 році піхотну школу в м. Орджонікідзе. До 1939 року служив у прикордонних військах. Закінчив у 1941 році Військову академію ім. М. В. Фрунзе.

## Діяльність
П. Л. Романенко воював на Ленінградському фронті. За мужність і стійкість, виявлені в боях із ворогом поблизу Ленінграда, командиру 131-ї Ропшинської стрілецької дивізії полковнику Романенку присвоєно звання Героя Радянського Союзу. В 1962 звільнився в запас з посади заступника начальника вищих офіцерських курсів «Постріл» ім. Маршала Б. М. Шапошникова. Проживав у Москві.

## Відзнаки
Нагороджений орденом Леніна, двома орденами Червоного Прапора, орденами Олександра Невського, Червоної зірки, медалями.